# Труд-Рассвет
Труд-Рассвет — хутор в Новоаннинском районе Волгоградской области России, в составе Панфиловского сельского поселения.
Население — 101 (2015)

## История
Основан в 1924 году. Образована коммуна. В 1930 году организован колхоз. На войну ушли более 30 человек
С 1928 года хутор — в составе Новоаннинского района Хопёрского округа (упразднён в 1930 году) Нижне-Волжского края (с 1934 года — Сталинградского края). Хутор относился к Панфиловскому сельсовету. В 1935 году Панфиловский сельсовет включён в состав Калининский район Сталинградского края (с 1936 года — Сталинградской области).
На основании решения Волгоградского облисполкома от 07 февраля 1963 года Калининский район был ликвидирован. Хутор в составе Панфиловского сельсовета был передан в Новоаннинский район

## Общая физико-географическая характеристика
Хутор находится в степной местности, в пределах Хопёрско-Бузулукской равнины, являющейся южным окончанием Окско-Донской низменности, при балке Бирючок, на высоте около 130—140 метров над уровнем моря. Почвы — чернозёмы южные и чернозёмы обыкновенные.
Географическое положение
По автомобильным дорогам расстояние до областного центра города Волгоград составляет 240 км, до районного центра города Новоаннинский — 34 км, до посёлка Панфилово — 7 км. В 2,5 км к западу расположен хутор Троецкий, в 2,5 км к востоку посёлок Запрудный

## Население
Динамика численности населения по годам:
| 1987 | 2002 |
| ---- | ---- |
| ≈200 | 152  |

| 2010 | 2015 |
| ---- | ---- |
| 110  | ↘101 |

## Инфраструктура
Развитое сельское хозяйство. Личное подсобное хозяйство.
Ведется газификация хутора. Внутрипоселковый газопровод, автономная встроенная газовая котельная здания сельского клуба включены в областную целевую программу «Газификация Волгоградской области на 2013—2017 годы».

## Транспорт
Выезд по просёлочной дороге через хутор Троецкий на федеральную автодорогу Р-22 Каспий. Ближайшая железнодорожная станция Панфилово Приволжской железной дороги расположена в посёлке Панфилово.